# دوران کودکی (فیلم ۱۹۷۰)
دوران کودکی (به هندی: Bachpan) و (به انگلیسی: Childhood) فیلمی هندی محصول سال ۱۹۷۰ و به کارگردانی کوتایا پراتیاگاتما است. در این فیلم بازیگرانی همچون سانجیو کومار، کیشتو موکرجی، موکری، تانوجا و ساچین ایفای نقش کرده‌اند.